# 魔法少女のカレイなる余生
『魔法少女のカレイなる余生』（まほうしょうじょのカレイなるよせい）は、晴瀬ひろきによる日本の4コマ漫画。『まんがタイムきららMAX』（芳文社）にて、2015年11月号と12月号に前後編の読み切りが掲載された後、2016年1月号から2019年1月号にかけて連載された。通称は「まほカレ」。本作のゲスト掲載が、晴瀬の同誌での初掲載作品である。

## あらすじ
魔法少女に憧れる黎明しじまは魔法少女養成学校に編入してきたが、途中編入ゆえに寮に空きがなく別の寮をあてがわれた。だが、そこでは引退した元魔法少女3人が自堕落な生活を送っていたのだった。

## 登場人物
黎明しじま（れいめい しじま）
本作の主人公。14歳。魔法少女に憧れて養成学校中等部に編入してきたが、編入生ゆえに正規の寮に空きがなくリラ達の住む寮に回されてきた。
非常に真面目な性格で誰に対しても敬語で話し、学年9位を取るなど学力も高い。ただ物事に没頭しやすい嫌いがあり、リラに影響されてゲーム廃人になったことがある。また魔法少女マニアでもあるため、現役の魔法少女が絡むイベントがあるとハイテンションになりやすい側面がある。
意外と毒舌で口うるさいが料理・掃除が得意であるなど女子力は高く住人達からは「しじママ」と慕われている。実家に姉が一人おり彼女の女子力は怠惰な姉の面倒を見ることで培われた。
秘めたる潜在能力は相当に高く、一度魔力が暴走した時にはななほしの寮の風呂場を吹き飛ばしてしまった。
桜花リラ（おうか リラ）
引退した元魔法少女の一人。推定1××歳。可愛らしい外見に似合わず廃人級のヘビーゲーマーであり、片時もゲーム機を手放さない。
人と接する時も高圧的な態度を崩さないが、実は極度の引きこもりであり外出することに恐怖感を抱いている。
寮の外ではしじまと手をつないでいる間だけ本来の性格を保つことができ、手を放すと途端に弱気になる。
現役時代の実績はかなりのものであったらしく「桃色の破壊者」の異名を持ち炎系の魔法を駆使していたようである。
生活費はネット上の株式取引で稼いでおり、他の2人ほど金策に追われてはいない。寮の修繕費ぐらいならポンと出すことができる。
銀河ささり（ぎんが ささり）
引退した元魔法少女の一人。推定30歳前後。3人の中では比較的常識人ではあるが、可愛い女の子の盗撮が趣味という困った側面もある。年齢ゆえかしじまとは若干のジェネレーションギャップがあるが、しじまからは「3人の中では一番マシ」との評価を得ている。
アラサーであり3人の中では一番若い。しかし魔法少女になったのが高校3年のときであるため外見はリラやミミより大人びている。
本人はそれを気にしており本当はリラのような可愛い恰好をしたいという願望があるため、それが前述の盗撮趣味につながっている。
魔法少女としての実績はミミやリラには及ばないようだが、「漆黒の剣士」の異名を持ち「月刊魔法少女通信」の表紙になったことがある。
生活費の足しにするため隠れてコンビニのバイトをしている。
神代ミミ（かみしろ ミミ）
引退した元魔法少女の一人。推定××××歳。大化の改新のころから1000年以上生きている一番の古株。本名は「天地白夜比売（あめつちのびゃくやひめ）」というが、本人はキラキラネームとして恥じており偽名を名乗っている。
ささりのことを幼少時から面倒を見ており、彼女から「ミミ姉」として慕われている。
上品で優雅な物腰の淑女だが、その実態は無類の酒好きであり真っ昼間から浴びるように飲酒している。また退職金が底を尽きかけているにも関わらず労働を忌避し、楽して金を稼ごうと競馬にも手を出している。
絵に描いたようなダメ人間である彼女だが魔法少女としての実績は歴代最高クラスであり、悪の魔法少女の軍勢を単騎で蹴散らした英雄として教科書にも名前が載っているほどである。また歴史上、魔法少女に2回なったことがある唯一の人物でもある。
管理人
しじま達の寮の管理人。見た目は可愛らしい小型の羊のような外見だが、非常にオヤジ臭い性格で関西弁で話す。
かつては魔法少女達に魔法を授ける役割だったが、セクハラが行き過ぎて左遷された経緯がある。現在でもしょっちゅうセクハラしてはしじまに制裁されている。
しかしエロ方面以外では常識的な感性の持ち主であり、3人のあまりの怠惰ぶりにはたびたび呆れている。
新星はいり（にいぼし はいり）
しじまの同級生。14歳。明るくハキハキした性格で、しじまの良き友人である。学業成績は34位としじまには及ばないがかなり高い。
白鳥ななほし（しらとり ななほし）
しじまの同級生。14歳。魔法少女庁の元官僚を祖父に持つ富豪の娘であり、エリートを自称しているが学業成績は483位と壊滅的である。
尊大な性格でしじまを一方的にライバル視してくるが、高圧的な態度はポーズであり実際は友達思いの女の子である。
やたらと祖父の威光を笠に着るため、はいりからNBN（ナチュラル・ボーン・ナナヒカリ）の異名を付けられた。
富士原（ふじはら）
ななほしの付き人であり、校内でも常に彼女に付き従っている。
ツンデレ極まるななほしの高圧的な物言いを通常の言葉に翻訳する通訳としても活躍する。

## 用語
魔法少女
魔法を用いて悪と戦う存在。
1000年以上前から存在しており、現在では国家の養成機関で候補者が育成され、資格試験によって選抜される。資格試験はかなりの難関であり受験するだけでも一苦労である。
魔法少女は引退した時点で魔法が使用できなくなり、また永久に成長が止まり不老の存在となる。ただし不死ではないため飢餓などで死ぬことは普通にありえる。

## 書誌情報
- 晴瀬ひろき『魔法少女のカレイなる余生』芳文社〈まんがタイムKRコミックス〉、全3巻
  1. 2016年11月26日発売[5]、ISBN 978-4-8322-4776-5
  2. 2017年11月27日発売[5]、ISBN 978-4-8322-4897-7
  3. 2019年1月25日発売[5]、ISBN 978-4-8322-7063-3